# Forelius nigriventris
Forelius nigriventris é uma espécie de formiga do gênero Forelius.